# 紫藤 (組織)
紫藤於1996年成立，是香港一個關注性工作者權益的組織，由一群社會工作者、勞工、婦女研究員等人士組成，服務對象主要為香港及來自中國大陸的性工作者。 

## 社團與理念

### 成立背景
根據紫藤第一期會訊所指，1994年有幾個關心性服務從業員的朋友，展開了一連串活動，其中最主要是向性從業員提供法律上的援助。然而，他們的行動遇到不少困難，於是成立「紫藤」，以此名義與性工作者了解及交換意見。
最初的成立目的包括：
- 了解性工作者的工作境況，搜集有關性服務及娛樂行業的資料
- 提高性工作者對職業健康的認識，例如如何防止染上愛滋病
- 提供一個表達性工作者的聲音的渠道

### 名稱來源
紫藤在網上自我介紹時稱「紫藤是一種生命力強而韌的植物，它們默默地生長著，但鮮為人注意」，以此比喻性工作者行業的同質性。

## 關注事態

### 李婉儀自殺案
性工作者李婉儀於2005年10月10日自殺，其遺孀聲稱自殺者生前受到警察多次屈辱，包括奪走嫖资，又被控告恐嚇勒索、襲警及偷竊罪名，因為受到屈辱而自殺。紫藤多年關注此事，要求警察改善執法程序與目標，及禁止警員於臥底行動時接受免費手交。

### 性工作者被連環殺害
紫藤針對性工作者被連環殺害的各事件，於2008年發出聲明。

## 事件

### 被民建聯盜用援交少女資料
民建聯立法會議員李慧琼與民建聯的經濟事務副發言人及援交問題項目負責人陳仲翔，曾經盜用紫藤的20名援交少女資料，向外發佈了《援交調查第三期》報告。紫藤直斥民建聯的行為可恥，並發表嚴正聲明指出「沒有與民建聯合作任何有關援交的調查，亦為民建聯欺騙公眾、向公眾作出不誠實公告的行為感到遺憾。」李慧琼等民建聯成員指2009年6月開始展開合作關係，交流保護援交少女的看法；雙方立場不盡相同，但仍決定進一步合作，如其後共同草擬文件予警方、與警方會面和出席論壇等。李慧琼堅持不會就事件道歉，且反駁調查是民建聯跟紫藤合作調查所得，認為紫藤的「可恥論」為言過其實，並指對方的聲明措辭過份強烈，又反指從沒有表示不准引用有關資料。紫藤方面指無法接受有關解釋，重新申明對民建聯的可恥譴責維持不變。

## 備考
紫藤現時是民間人權陣線的成員之一。
另外據報導，紫藤資金緊絀，除了施永青等部分名人的捐助外，本地捐款比重很少。紫藤發起人之一林依玲和嚴月蓮希望性工作者可以成立自助組織，不需要紫藤這一類「外援」。